# Arboretum de l'Étoile des Andaines
El Arboreto de la Estrella de las Andaines (en francés: Arboretum de l'Étoile des Andaines) es un arboreto de 13 hectáreas de extensión, que se encuentra en la proximidad de la comuna de Champsecret, Francia.
El arboreto ofrece colecciones de plantas de climas templados húmedos y pequeños rincones de descanso. 

## Localización
El arboreto se encuentra en el corazón de una masa forestal de una importante encrucijada de  muchos caminos forestales o departamentales, con 70 especies forestales y ornamentales. 
Situado entre 271 m y 260 m sobre el nivel del mar en la línea de separación que forman las cuencas de los ríos Sena y Loira.
Se ubica junto al « Parc naturel régional Normandie-Maine » que fue creado  en 1975 a caballo entre las regiones de Baja Normandía y Países del Loira, que actualmente tiene un área total de 257,000 hectáreas. 
Arboretum de l'Étoile des Andaines Champsecret département de Orne, Basse-Normandie, France-Francia.
Planos y vistas satelitales.48°36′36″N 0°32′57.84″O / 48.61000, -0.5494000
El parque se puede visitar todos los días del año, la entrada es gratuita.

## Historia
El arboreto fue creado en 1947 gracias al jefe forestal Robert Julienne. 
Actualmente está administrado por la « Office national des forêts » (Oficina Nacional de los Bosques).

## Colecciones
Actualmente alberga 66 especies de árboles de frondosas y de coníferas. 
Entre las especies hay de álamos, sáuces, fresnos, liquidámbar americano, tuliperos, alisos, robles, hayas, abetos, piceas,. . 
Hay un sinuoso camino que hace un bucle de unos 2 km de longitud, donde los visitantes pueden descubrir los árboles por sí mismos.